# Воробьёв, Василий Александрович (дьяк)
Васи́лий Алекса́ндрович Воробьёв (ок. 1490—30 мая 1563) — дьяк (с 1526), владычный боярин и ближайший сподвижник святителя митрополита Макария.

## Историческая справка
Митрополичим дьяком был назначен великим князем Василием III из древних московских бояр Воробьёвых. Прошёл со святителем Макарием весь новгородский период и затем продолжил своё служение в чине дьяка с ним в Москве. Принимал непосредственное участие в организации и проведении знаменитых Макарьевских соборов и Стоглавого собора Русской Православной Церкви, а также венчания на царство первого русского царя Ивана IV Грозного (1547).

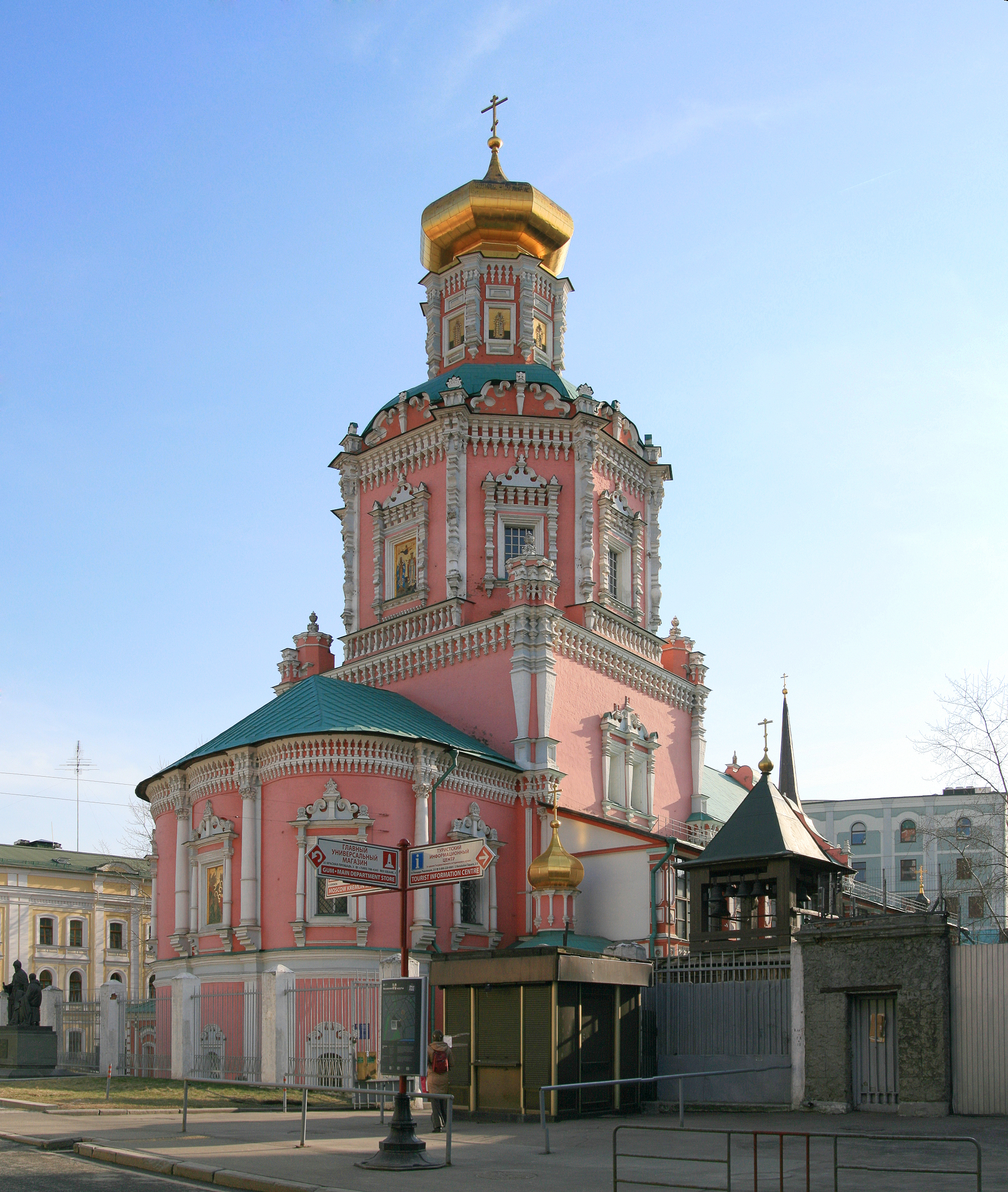
Богоявленский монастырь в Москве, где похоронен владычный боярин Василий Воробьёв с супругой

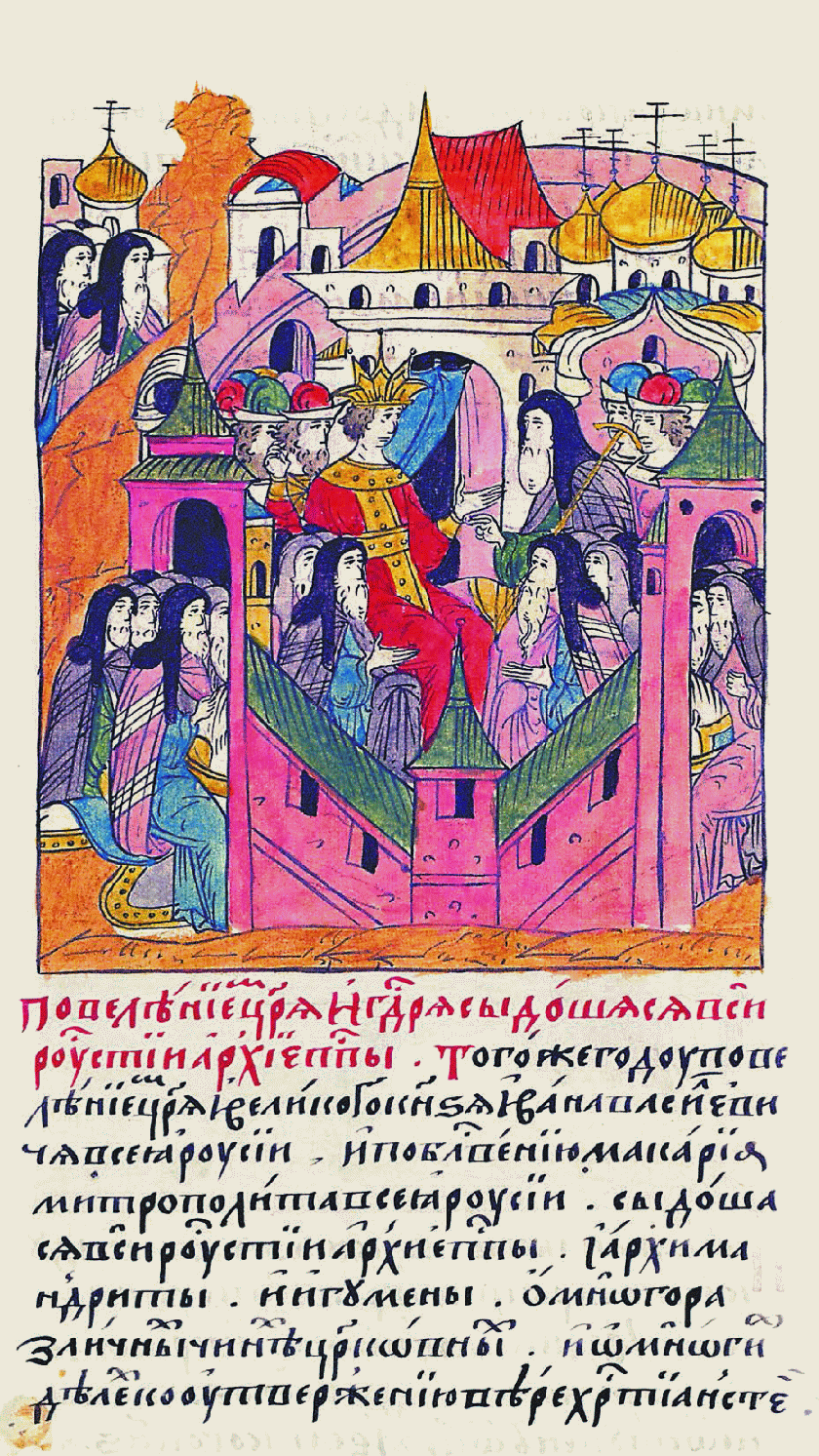
Лицевой летописный свод. Стоглавый собор Русской Православной Церкви, в котором владычный боярин митрополита Макария Василий Воробьёв принимал непосредственное участие (1551 год)

Первым сентября 1526 года даруется владычная грамота Соловецкому монастырю, которую «по господинову слову Преосвещеннаго Архиепископа Великого Новагорода и Пскова владыки Макария подписал диак Васьян Воробьев».
Исполнял отдельные ответственные поручения митрополита Московского и всея Руси святителя Макария: так, например, отвозил его денежный вклад в Троице-Сергиеву обитель, о чём имеется запись во Вкладной книге монастыря: «…архиепископ Макарей Новгородцкий прислал со своим дъяком Васьяном Воробьевым вкладу денег 50 рублев». 11 декабря 1552 года митрополит Макарий принимал в своих палатах литовского посланника Яна Гайко. Во время приёма «Ян Гайко подал Митрополиту грамоту. И Митрополит велел у него грамоту взяти диаку своему Васьяну Воробьеву».
Прослужил у святителя Макария почти 40 лет.
Имел двух братьев также дьяков — Воробьёва Симеона Александровича (дьяка митрополита Макария) и Воробьёва Григория Александровича Шемета (дьяка великого князя Василия III и царя Ивана IV Грозного). Племянник владычного боярина Воробьёва Василия Александровича — Дионисий Шеметович в 1550 г. был включён царём Иваном IV Грозным в число избранной тысячи дворян как московский сын боярский.
Василий Воробьёв скончался в Москве 30 мая [12 июня] 1563 года. Погребён в Богоявленском монастыре города Москвы. Надпись на его могильной плите гласит:

Лета 7071-г(о) мая 30 д(е)н(ь) преставис Василеи Александров сын Воробъев.

Супруга дьяка и владычного боярина Воробьёва Василия Александровича также была погребена в Богоявленском монастыре Москвы рядом с ним, вероятно, в начале 1560-х годов, о чём написано на её могильном надгробии:

[…] (Васи)льев[а] [же]на Александ[ро]ва с(ы)на Воробъева.

Имя и дата её смерти на могильной плите не читаются из-за повреждения последней. Оба надгробия изготовлены в начале 1560-х годов одним и тем же ремесленником.

## Комментарии
1. ↑  В 1542 году по заказу владычного боярина Симеона Александровича в Новгороде была изготовлена шитая хоругвь с изображением святой Софии Премудрости Божией и пелена с изображением Боголюбской Богоматери («Пречистому образу Твоему поклоняемся…». Образ Богоматери в произведениях из собрания Русского музея. СПб., 1995; Плешанова И. И., Лихачёва Л. Д. Древнерусское декоративно-прикладное искусство в собрании Государственного Русского Музея. Л., 1985. — С. 17, 198—199).
2. ↑  Прим. Иногда дьяка Григория Шемета Воробьёва идентифицируют Архивная копия от 19 февраля 2015 на Wayback Machine как Шемета Мотякина (у них одинаковое имя — Григорий и прозвище — Шемет), однако это две разные исторические личности; последний никогда дьяком не был. — См. Указатель личных имён Полного собрания русских летописей: Т.29. Летописец начала царства царя и великого князя Ивана Васильевича. Александро-Невская летопись. Лебедевская летопись. М.: Наука. 1965: (стр.364 — Шемет Мотякин), (стр.369 — Шемет Воробьёв Григорий Александров, дьяк — Полное собрание русских летописей: Т.29. Летописец начала царства царя и великого князя Ивана Васильевича. Александро-Невская летопись. Лебедевская летопись. М.: Наука. 1965. Дата обращения: 15 апреля 2014.). В связи с чем никакого отношения к роду Мотякиных дьяк Григорий Александрович Шемет Воробьёв, как и все его братья — дьяки, не имеет; они древнего московского боярского рода Воробьёвых.
3. ↑  Фото надгробий четы Воробьёвых смотреть в книге «Беляев Л. А. Русское средневековое надгробие. Белокаменные плиты Москвы и Северо-Восточной Руси XIII—XVII вв. М., 1996» под № 28,29.